# Family Circle Cup 2011 - Qualificazioni singolare
Le qualificazioni del singolare  del Family Circle Cup 2011 sono state un torneo di tennis preliminare per accedere alla fase finale della manifestazione. I vincitori dell'ultimo turno sono entrati di diritto nel tabellone principale. In caso di ritiro di uno o più giocatori aventi diritto a questi sono subentrati i lucky loser, ossia i giocatori che hanno perso nell'ultimo turno ma che avevano una classifica più alta rispetto agli altri partecipanti che avevano comunque perso nel turno finale.

## Giocatrici

### Teste di serie
1. Coco Vandeweghe (ultimo turno)
2. Sania Mirza (qualificata)
3. Junri Namigata (primo turno)
4. Heather Watson (qualificata)
5. Anna Tatišvili (qualificata)
6. Irina Falconi (qualificata)
7. Eva Birnerová (qualificata)
8. Tatjana Maria (ultimo turno)

1. Ol'ga Savčuk(ultimo turno)
2. Stéphanie Foretz Gacon (ultimo turno)
3. Madison Brengle (primo turno)
4. Lindsay Lee-Waters (primo turno)
5. Sloane Stephens (qualificata)
6. Tetjana Lužans'ka (ultimo turno)
7. Lenka Wienerová (ultimo turno)
8. Ekaterina Byčkova (ultimo turno)

### Qualificate
1. Alexandra Stevenson
2. Sania Mirza
3. Sloane Stephens
4. Heather Watson

1. Anna Tatišvili
2. Irina Falconi
3. Eva Birnerová
4. Mónica Puig

## Tabellone qualificazioni

### 1ª sezione
|  | Primo turno | Primo turno         | Primo turno         | Primo turno | Primo turno |  |  | Ultimo turno | Ultimo turno        | Ultimo turno | Ultimo turno | Ultimo turno |  |
|  |             |                     |                     |             |             |  |  |              |                     |              |              |              |  |
|  | 1           | Coco Vandeweghe     | Coco Vandeweghe     | 7           | 6           |  |  |              |                     |              |              |              |  |
|  | WC          | Natalie Grandin     | Natalie Grandin     | 65          | 4           |  |  | 1            | Coco Vandeweghe     | 2            | 6            | 4            |  |
|  |             | Alexandra Stevenson | Alexandra Stevenson | 7           | 6           |  |  |              | Alexandra Stevenson | 6            | 2            | 6            |  |
|  | 12          | Lindsay Lee-Waters  | Lindsay Lee-Waters  | 5           | 2           |  |  |              |                     |              |              |              |  |

### 2ª sezione
|  | Primo turno | Primo turno      | Primo turno | Primo turno | Primo turno |  |  | Ultimo turno | Ultimo turno | Ultimo turno | Ultimo turno | Ultimo turno |  |
|  |             |                  |             |             |             |  |  |              |              |              |              |              |  |
|  | 2           | Sania Mirza      | 6           | 3           | 6           |  |  |              |              |              |              |              |  |
|  |             | Johanna Konta    | 2           | 6           | 3           |  |  | 2            | Sania Mirza  | Sania Mirza  | 6            | 6            |  |
|  |             | Krista Hardebeck | 6           | 6           | 3           |  |  | 9            | Ol'ga Savčuk | Ol'ga Savčuk | 4            | 3            |  |
|  | 9           | Ol'ga Savčuk     | 7           | 4           | 6           |  |  |              |              |              |              |              |  |

### 3ª sezione
|  | Primo turno | Primo turno        | Primo turno     | Primo turno | Primo turno |  |  | Ultimo turno | Ultimo turno       | Ultimo turno       | Ultimo turno | Ultimo turno |  |
|  |             |                    |                 |             |             |  |  |              |                    |                    |              |              |  |
|  | 3           | Junri Namigata     | 4               | 6           | 2           |  |  |              |                    |                    |              |              |  |
|  | WC          | Gabriela Dabrowski | 6               | 1           | 6           |  |  | WC           | Gabriela Dabrowski | Gabriela Dabrowski | 3            | 1            |  |
|  | WC          | Tat'jana Puček     | Tat'jana Puček  | 2           | 3           |  |  | 13           | Sloane Stephens    | Sloane Stephens    | 6            | 6            |  |
|  | 13          | Sloane Stephens    | Sloane Stephens | 6           | 6           |  |  |              |                    |                    |              |              |  |

### 4ª sezione
|  | Primo turno | Primo turno       | Primo turno       | Primo turno | Primo turno |  |  | Ultimo turno | Ultimo turno    | Ultimo turno    | Ultimo turno | Ultimo turno |  |
|  |             |                   |                   |             |             |  |  |              |                 |                 |              |              |  |
|  | 4           | Heather Watson    | Heather Watson    | 7           | 6           |  |  |              |                 |                 |              |              |  |
|  | WC          | Josephine Kuhlman | Josephine Kuhlman | 5           | 1           |  |  | 4            | Heather Watson  | Heather Watson  | 6            | 7            |  |
|  |             | Ashley Weinhold   | 7                 | 3           | 3           |  |  | 15           | Lenka Wienerová | Lenka Wienerová | 1            | 62           |  |
|  | 15          | Lenka Wienerová   | 64                | 6           | 6           |  |  |              |                 |                 |              |              |  |

### 5ª sezione
|  | Primo turno | Primo turno       | Primo turno       | Primo turno | Primo turno |  |  | Ultimo turno | Ultimo turno      | Ultimo turno      | Ultimo turno | Ultimo turno |  |
|  |             |                   |                   |             |             |  |  |              |                   |                   |              |              |  |
|  | 5           | Anna Tatišvili    | Anna Tatišvili    | 7           | 6           |  |  |              |                   |                   |              |              |  |
|  |             | Gabriela Paz      | Gabriela Paz      | 5           | 4           |  |  | 5            | Anna Tatišvili    | Anna Tatišvili    | 6            | 6            |  |
|  |             | Beatrice Capra    | Beatrice Capra    | 5           | 4           |  |  | 14           | Tetjana Lužans'ka | Tetjana Lužans'ka | 2            | 2            |  |
|  | 14          | Tetjana Lužans'ka | Tetjana Lužans'ka | 7           | 6           |  |  |              |                   |                   |              |              |  |

### 6ª sezione
|  | Primo turno | Primo turno            | Primo turno            | Primo turno | Primo turno |  |  | Ultimo turno | Ultimo turno           | Ultimo turno           | Ultimo turno | Ultimo turno |  |
|  |             |                        |                        |             |             |  |  |              |                        |                        |              |              |  |
|  | 6           | Irina Falconi          | 6                      | 4           | 6           |  |  |              |                        |                        |              |              |  |
|  |             | Abigail Spears         | 3                      | 6           | 4           |  |  | 6            | Irina Falconi          | Irina Falconi          | 7            | 7            |  |
|  | WC          | Lauren Davis           | Lauren Davis           | 2           | 1           |  |  | 10           | Stéphanie Foretz Gacon | Stéphanie Foretz Gacon | 65           | 5            |  |
|  | 10          | Stéphanie Foretz Gacon | Stéphanie Foretz Gacon | 6           | 6           |  |  |              |                        |                        |              |              |  |

### 7ª sezione
|  | Primo turno | Primo turno        | Primo turno        | Primo turno | Primo turno |  |  | Ultimo turno | Ultimo turno      | Ultimo turno      | Ultimo turno | Ultimo turno |  |
|  |             |                    |                    |             |             |  |  |              |                   |                   |              |              |  |
|  | 7           | Eva Birnerová      | Eva Birnerová      | 7           | 6           |  |  |              |                   |                   |              |              |  |
|  |             | Mashona Washington | Mashona Washington | 5           | 2           |  |  | 7            | Eva Birnerová     | Eva Birnerová     | 6            | 6            |  |
|  |             | Ahsha Rolle        | 6                  | 4           | 4           |  |  | 16           | Ekaterina Byčkova | Ekaterina Byčkova | 3            | 2            |  |
|  | 16          | Ekaterina Byčkova  | 4                  | 6           | 6           |  |  |              |                   |                   |              |              |  |

### 8ª sezione
|  | Primo turno | Primo turno     | Primo turno | Primo turno | Primo turno |  |  | Ultimo turno | Ultimo turno  | Ultimo turno | Ultimo turno | Ultimo turno |  |
|  |             |                 |             |             |             |  |  |              |               |              |              |              |  |
|  | 8           | Tatjana Maria   | 6           | 5           | 6           |  |  |              |               |              |              |              |  |
|  | WC          | Jessica Pegula  | 3           | 7           | 1           |  |  | 8            | Tatjana Maria | 7            | 4            | 3            |  |
|  | WC          | Mónica Puig     | 2           | 6           | 7           |  |  | WC           | Mónica Puig   | 5            | 6            | 6            |  |
|  | 11          | Madison Brengle | 6           | 3           | 5           |  |  |              |               |              |              |              |  |